# Scott Weiss
Scott Weiss (Sarasota, Florida, Estados Unidos) es un capitalista de riesgo en la empresa de Silicon Valley Andreessen Horowitz, habiéndose unido en abril de 2011 como el cuarto socio general de la compañía. Weiss fue el fundador y Director Ejecutivo de IronPort Systems,  empresa que fue adquirida por Cisco Systems en 2007 por $830 millones. Weiss tiene una licenciatura de la Universidad de Florida y un M.B.A. de Harvard Business School.

## Primeros años
Antes de unirse a Andreessen Horowitz, Weiss fue el vicepresidente y gerente general del Cisco’s Security Technology Group, puesto que asumió luego de que Cisco adquiriera el proveedor de servicios de correo electrónico IronPort Systems Weiss había cofundado IronPort Systems en 2001 junto a Scott Banister, con quien había trabajado en Idealab. Durante los siguientes seis años, IronPort Systems creció de dos personas hasta convertirse en una compañía de 450 empleados y una tasa de proyección de $200 millones de dólares.
Weiss fue el director administrativo y emprendedor residente en Idealab, una incubadora de negocios. Antes de Idealab, fue el jefe de desarrollo de negocios en MSN en Microsoft y fue el empleado número 13 de Hotmail, un proveedor de correo electrónico que Microsoft compró en 1998. En Hotmail, Weiss fue responsable por desarrollar estrategias de alianzas para la generación de ingresos. Antes de Hotmail, Weiss era un asociado en McKinsey & Company y pasó sus primeros cinco años después de graduarse de la universidad en Electronic Data Systems.

## Andreessen Horowitz
Desde que trabaja para Andreessen Horowitz, Weiss ha blogueado sobre tempas como transparencia corporativa para All Things D y las mejores prácticas para empresas nacientes en GigaOM. Es parte de la junta directiva de Platfora, Silver Tail Systems, Bluebox, y Jumio al igual que Skout, App.Net, y Return Path.
Se le ha acreditado a Weiss con haber traído a la empresa las evaluaciones de desempeño de socios por parte de otros socios de feedback 360 grados, empresas y emprendedores de las compañías en el portafolio de Andreessen Horowitz. Este tipo de evaluación de desempeño es una práctica poco común para empresas de capital de riesgo.

## Filantropía
En abril de 2012, Weiss, junto con sus principales asociados de Andreessen Horowitz Marc Andreessen, Ben Horowitz, Jeff Jordan, John O’Farrell y Peter Levine se comprometieron a donar la mitad de todos sus ingresos provenientes de inversiones de riesgo.